# Le Bourg-d'Iré
Le Bourg-d'Iré és un municipi francès situat al departament de Maine i Loira i a la regió de País del Loira. L'any 2007 tenia 795 habitants.

## Demografia

### Població
El 2007 la població de fet de Le Bourg-d'Iré era de 795 persones. Hi havia 307 famílies de les quals 74 eren unipersonals (35 homes vivint sols i 39 dones vivint soles), 93 parelles sense fills, 124 parelles amb fills i 16 famílies monoparentals amb fills.
La població ha evolucionat segons el següent gràfic:
Habitants censats

### Habitatges
El 2007 hi havia 367 habitatges, 315 eren l'habitatge principal de la família, 22 eren segones residències i 31 estaven desocupats. 341 eren cases i 26 eren apartaments. Dels 315 habitatges principals, 221 estaven ocupats pels seus propietaris, 92 estaven llogats i ocupats pels llogaters i 2 estaven cedits a títol gratuït; 11 tenien dues cambres, 57 en tenien tres, 68 en tenien quatre i 179 en tenien cinc o més. 221 habitatges disposaven pel capbaix d'una plaça de pàrquing. A 117 habitatges hi havia un automòbil i a 167 n'hi havia dos o més.

### Piràmide de població
La piràmide de població per edats i sexe el 2009 era:
| Homes | Edats   | Dones |
| ----- | ------- | ----- |
| 1     | 95 o +  | 1     |
| 2     | 90 a 94 | 4     |
| 5     | 85 a 89 | 8     |
| 5     | 80 a 84 | 8     |
| 10    | 75 a 79 | 14    |
| 17    | 70 a 74 | 17    |
| 10    | 65 a 69 | 18    |
| 21    | 60 a 64 | 15    |
| 17    | 55 a 59 | 23    |
| 30    | 50 a 54 | 22    |
| 19    | 45 a 49 | 27    |
| 24    | 40 a 44 | 15    |
| 18    | 35 a 39 | 19    |
| 34    | 30 a 34 | 28    |
| 31    | 25 a 29 | 36    |
| 21    | 20 a 24 | 18    |
| 29    | 15 a 19 | 14    |
| 26    | 10 a 14 | 26    |
| 24    | 5 a 9   | 22    |
| 25    | 0 a 4   | 20    |

## Economia
El 2007 la població en edat de treballar era de 476 persones, 379 eren actives i 97 eren inactives. De les 379 persones actives 359 estaven ocupades (191 homes i 168 dones) i 20 estaven aturades (9 homes i 11 dones). De les 97 persones inactives 41 estaven jubilades, 35 estaven estudiant i 21 estaven classificades com a «altres inactius».

### Ingressos
El 2009 a Le Bourg-d'Iré hi havia 318 unitats fiscals que integraven 821 persones, la mediana anual d'ingressos fiscals per persona era de 16.102 €.

### Activitats econòmiques
Dels 25 establiments que hi havia el 2007, 1 era d'una empresa alimentària, 2 d'empreses de fabricació d'altres productes industrials, 7 d'empreses de construcció, 2 d'empreses de comerç i reparació d'automòbils, 1 d'una empresa d'hostatgeria i restauració, 4 d'empreses immobiliàries, 6 d'empreses de serveis, 1 d'una entitat de l'administració pública i 1 d'una empresa classificada com a «altres activitats de serveis».
Dels 10 establiments de servei als particulars que hi havia el 2009, 1 era un taller de reparació d'automòbils i de material agrícola, 1 guixaire pintor, 2 fusteries, 1 lampisteria, 1 electricista, 1 perruqueria, 1 veterinari, 1 restaurant i 1 agència immobiliària.
Dels 2 establiments comercials que hi havia el 2009, 1 era una botiga de menys de 120 m² i 1 una fleca.
L'any 2000 a Le Bourg-d'Iré hi havia 49 explotacions agrícoles que ocupaven un total de 2.109 hectàrees.

## Equipaments sanitaris i escolars
El 2009 hi havia una escola elemental.

## Poblacions més properes
El següent diagrama mostra les poblacions més properes.